# 钱学森图书馆 (西安交通大学)

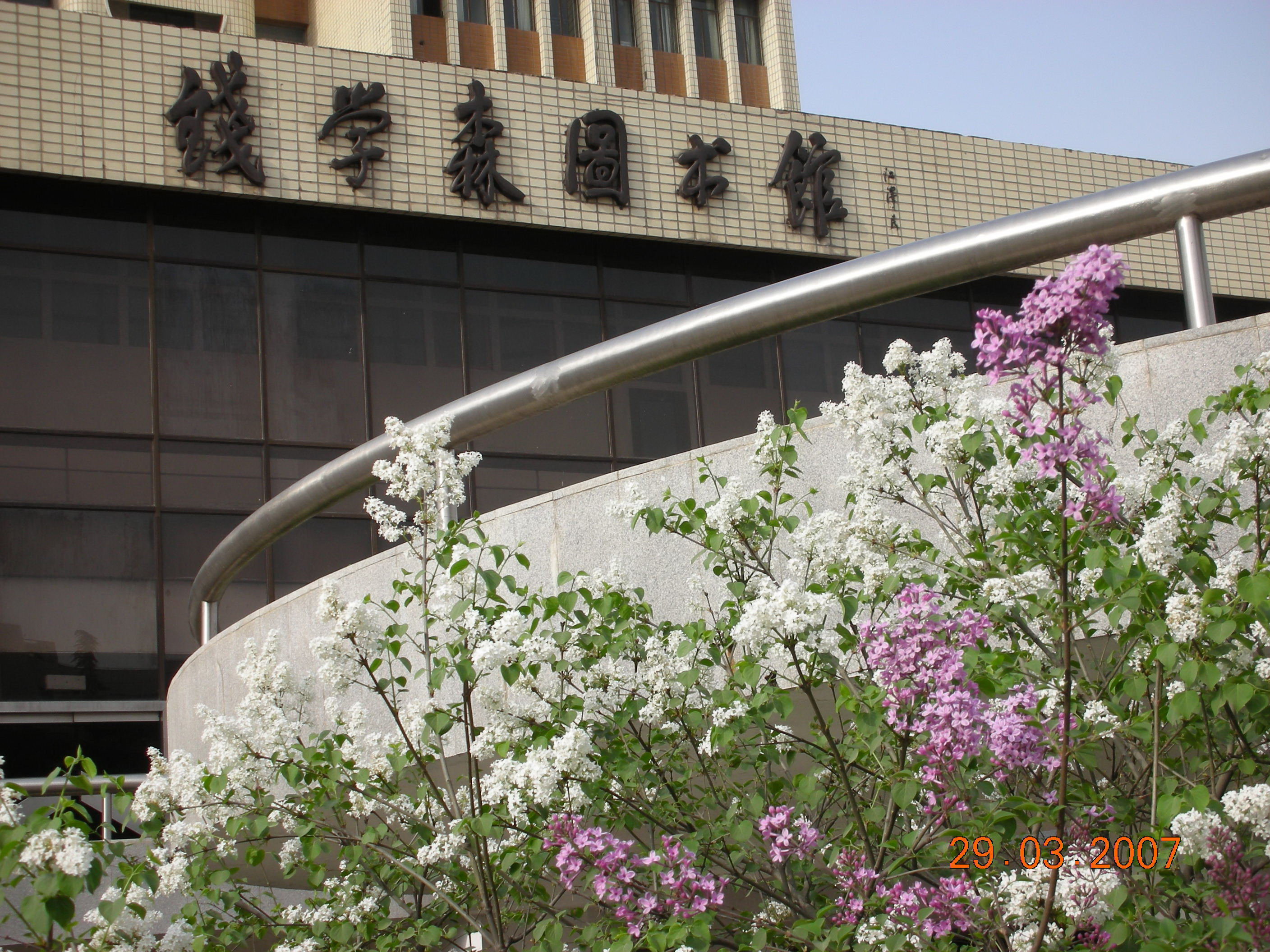
花团锦簇中的钱学森图书馆

西安交通大学钱学森图书馆位于西安交通大学兴庆校区，由北楼和南楼组成，建筑面积约 29,200 平方米，截至2009年底累计藏书447万册，报刊10053种，现刊4089种。

## 历史
西安交通大学钱学森图书馆原名西安交通大学图书馆，其北楼始建于1961年7月，南楼1991年3月投入使用。1995年5月4日，经中共中央宣传部批准，更名为钱学森图书馆，并由时任中共中央总书记、国家主席江泽民题写馆名。
2000年，西安医科大学和陕西财经学院并入西安交通大学，三校图书馆随之重组。合校后兴庆校区图书馆保留原钱学森图书馆馆名，而财经、医学分馆合并为西校区图书馆（雁塔校区）。

## 服务
西安交通大学钱学森图书馆提供图书借阅、图书阅览、期刊阅览、文献检索、视听学习以及数码印刷等服务。
西安交通大学钱学森图书馆设有6个书库：
- 中文科技书库
- 中文社科文艺书库
- 外文书库
- 提存书库
- 典藏书库
- 新书借阅室

并设有12个阅览室及自习室：
- 科技图书阅览室
- 社会科学图书阅览室
- 教师中文图书阅览室
- 西文图书阅览室
- 参考工具书阅览室
- 科技资料阅览室
- 外文过刊阅览室
- 科技期刊阅览室
- 社科期刊阅览室
- 报纸阅览室
- 自修室
- 树华电子智源中心

## 其他
- 西安交通大学钱学森图书馆馆貌